# Idioptera mcclureana
Idioptera mcclureana är en tvåvingeart som först beskrevs av Alexander 1938.  Idioptera mcclureana ingår i släktet Idioptera och familjen småharkrankar. Inga underarter finns listade i Catalogue of Life.